# Aequatoria cludtsi
Aequatoria cludtsi är en skalbaggsart som beskrevs av Soula 2002. Aequatoria cludtsi ingår i släktet Aequatoria och familjen Rutelidae. Inga underarter finns listade i Catalogue of Life.